# Chet Baker Sextet
| Recensione | Giudizio |
| ---------- | -------- |
| AllMusic   |          |

Chet Baker Sextet è un album del trombettista jazz statunitense Chet Baker (l'album è a nome Chet Bake Sextet), pubblicato dall'etichetta discografica Pacific Jazz Records nel dicembre del 1954.

## Tracce

### LP
Lato A (PJ-432)
1. The Half Dozens – 4:10 (musica: Bill Holman) – Registrato il 9 settembre 1954 al Radio Recorders, Hollywood, California
2. I'm Glad There Is You – 3:13 (Jimmy Dorsey, Paul Madeira) – Registrato il 15 settembre 1954 al Radio Recorders, Hollywood, California
3. Stella by Starlight – 3:53 (testo: Ned Washington – musica: Victor Young) – Registrato il 15 settembre 1954 al Radio Recorders, Hollywood, California

Lato B (PJ-433)
1. Tommyhawk – 3:38 (musica: Johnny Mandel) – Registrato il 9 settembre 1954 al Radio Recorders, Hollywood, California
2. Little Man You've Had a Busy Day – 4:41 (testo: Al Hoffman, Maurice Sigler – musica: Mabel Wayne) – Registrato il 15 settembre 1954 al Radio Recorders, Hollywood, California
3. Dot's Groovy – 4:33 (musica: Jack Montrose) – Registrato il 9 settembre 1954 al Radio Recorders, Hollywood, California

- Alcune fonti riportano come studio di registrazione il Radio Annex di Los Angeles, California
- Durata brani (e studio di registrazione) ricavati dal CD pubblicato nel 1991 dalla Fresh Sound Records (FSR-CD 175) dal titolo Chet Baker Ensemble and Sextet

### CD
Edizione CD del 2004, pubblicato dalla Pacific Jazz Records (7243 5 79969 2 1)
1. Little Man, You've Had a Busy Day – 4:41 (testo: Al Hoffman, Maurice Sigler – musica: Mabel Wayne)
2. Dot's Groovy – 4:33 (musica: Jack Montrose)
3. Stella by Starlight – 3:53 (testo: Ned Washington – musica: Victor Young)
4. Tommyhawk – 3:38 (musica: Johnny Mandel)
5. I'm Glad There Is You – 3:13 (Jimmy Dorsey, Paul Madeira)
6. The Half Dozens – 2:10 (musica: Bill Holman)
7. Dot's Groovy (EP Take) – 3:09 (musica: Jack Montrose)
8. Stella by Starlight (EP Take) – 3:09 (testo: Ned Washington – musica: Victor Young)
9. A Minor Benign – 4:16 (musica: Bob Zieff) – Registrato il 9 dicembre 1957 al Coastal Recording Studios di New York
10. Ponder – 4:24 (musica: Bob Zieff) – Registrato il 9 dicembre 1957 al Coastal Recording Studios di New York
11. Twenties Late – 5:38 (musica: Bob Zieff) – Registrato il 9 dicembre 1957 al Coastal Recording Studios di New York
12. X – 4:31 (musica: Bob Zieff) – Registrato il 9 dicembre 1957 al Coastal Recording Studios di New York

## Musicisti
The Half Dozens / I'm Glad There Is You / Stella by Starlight (+ EP Take) / Tommyhawk / Little Man You've Had a Busy Day / Dot's Groovy (+ EP Take)

Chet Baker Sextet
- Chet Baker – tromba
- Bob Brookmeyer – trombone a pistoni
- Bud Shank – sassofono baritono
- Russ Freeman – pianoforte
- Carson Smith – contrabbasso
- Shelly Manne – batteria[4]

A Minor Benign / Ponder / Twenties Late / X

Chet Baker Sextet
- Chet Baker – tromba
- Jim Buffington – corno francese
- Bob Tricarico – fagotto
- Gene Allen – clarinetto basso
- Seymour Barab – violoncello
- Russ Savakus – contrabbasso[5]

Note aggiuntive
- Richard Bock – produttore
- Bill Holman – arrangiamenti (brani: The Half Dozens e I'm Glad There Is You)
- Johnny Mandel – arrangiamenti (brani: Stella by Starlight e Tommyhawk)
- Jack Montrose – arrangiamenti (brani: Little Man You've Had a Busy Day e Dot's Groovy)
- William Claxton – foto e design copertina album originale[6]